# Comana (localidad de Constanța)
Comana (antiguamente Mustafaci) es una localidad rumana de la comuna homónima, en el condado de Constanța.

## Toponimia
El antiguo nombre del lugar puede encontrarse escrito con grafías como Musta-Facî, Mustafaci y Mustafa-Aci. Pasó a llamarse Comana.

## Historia
Hacia comienzos del siglo XX, la localidad, que ya por entonces pertenecía al condado de Constanța, formaba parte de la antigua comuna de Azaplar y tenía contabilizada una población, compuesta en su mayor parte por turcos y tártaros, de 179 habitantes.
En la segunda mitad del siglo XX la localidad había pasado a formar parte de la comuna de homónima de Comana. En el censo de 2021 la localidad tenía una población de 841 habitantes.